# Кен Нортон
Кеннет Говард Нортон (англ. Kenneth Howard Norton, більше відомий як Кен Нортон, англ. Ken Norton; 9 серпня 1943, Джексонвілл, Іллінойс, США — 18 вересня 2013, Лас-Вегас, Невада, США) — американський боксер-професіонал, чемпіон світу у важкій вазі, топ-боксер 70-х.

## Професійна кар'єра
Дебютував 1967 року.
1970 року програв Хосе Луїсу Гарсії.
1973 року вийшов на бій проти Мохаммеда Алі, і за неодностайним рішенням суддів здобув перемогу. У цьому бою у Алі була зламана щелепа.
У цьому ж році Мохаммед Алі знову ж за неодностайним рішенням суддів взяв реванш.
1974 року Кен Нортон вийшов проти Джорджа Формана і був нокаутований у 2-му раунді.
1975 року він переміг Джеррі Кварі і взяв реванш у Хосе Луїса Гарсії.
1976 року відбувся 3-й бій Кена Нортона проти Мохаммеда Алі. Алі виграв спірним одноголосним рішенням.
1977 року в елімінаторі Кен Нортон неодностайним рішенням суддів переміг Джиммі Янга. Він повинен був боксувати проти Леона Спінкса, але Спінкс віддав перевагу у 2-й раз зустрітися з Мохаммедом Алі і відмовився від титулу WBC, тож титул WBC дістався Кену Нортону.
1978 року в 1-й же захист титулу неодностайним рішенням суддів програв Ларрі Голмсу.
У 1979 найтяжчим нокаутом у 1-му раунді поступився Ерні Шейверсу.
1981 року програв нокаутом у 1-му раунді Джеррі Куні, після чого залишив ринг. У цілому він провів 50 поєдинків, із них у 42 здобув перемогу (33 — нокаутом), зазнав 7 поразок, а один бій завершив унічию.